# L'Os de chagrin

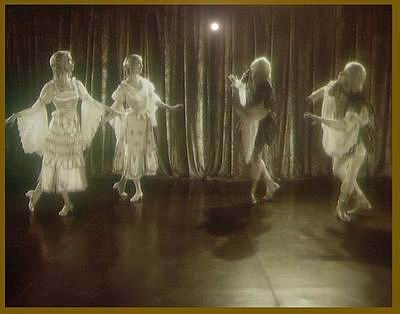
Menuetto de l’opéra-entracte L'Os de chagrin.

L'Os de chagrin (en russe : Шагреневая Кость) opus 37-38 (1990) est un grand ballet (en trois actes) et opéra-entracte du compositeur russe Youri Khanon. Son livret a été écrit par Khanon même d’après le roman de Balzac La Peau de chagrin.

## Histoire de la création
L’Os de chagrin fut composé en 1990 sur la commande du Théâtre de l’opéra Maly de Léningrad (Théâtre impérial Michel, aujourd’hui Théâtre Michel):346-347. Le livret a été écrit par le compositeur lui-même, son texte est entièrement basé sur des dialogues choisis dans le roman de Balzac entre deux personnages : Polina et Raphaël.
Au début de 1991, des négociations ont également eu lieu sur la mise en scène du ballet et de l'opéra d'entracte « The Chagrin Bone » au Théâtre Kirov. Le chorégraphe en chef Oleg Vinogradov a déclaré : « C'est une œuvre brillante. De tels ballets naissent très rarement, tous les 75 ans, peut-être même tous les 100 ans. Mais je ne comprends pas comment cela peut être mis en scène sur notre scène. Amenez-moi un chorégraphe qui fera ça et je lui donnerai toute sa chance». Un mois plus tard, le jeune chorégraphe Andrei Bosov est venu le voir et lui a dit qu'il était prêt à mettre en scène le ballet. Cependant, Oleg Vinogradov l'a rejeté.
En 1992, un film-opéra d'avant-garde portant le titre L’Os de chagrin (Chagrenevaia Kost) fut tourné par le Lendoc (en), Studio des films documentaires de Saint-Pétersbourg (comportant des éléments du film documentaire et pseudo-documentaire) avec Youri Khanon dans le rôle principal. La bande originale comprend l'intégralité de l'interlude de l'opéra et certaines de ses autres œuvres : « La chanson sur la mort n° 1 » et « Mécanique du mouvement de la pensée » (du cycle « Chansons publiques », op. 34). Le chorégraphe et scénographe du film était Andrei Bosov, chef du groupe de jeunesse et de chambre du Ballet Kirov.

## Brève description
Le grand ballet en trois actes L’Os de chagrin est écrit dans le genre du « ballet classique tendancieux » ou bien du « ballet aux commentaires ». Paradoxalement, c’étaient le Don Quichotte de Minkus et Parade de Satie qui avaient servi de références au compositeur.
«  Parade de Satie a été pour moi le point de départ. ...De la première page de la partition «L’Os de chagrin» luisent les mots impérissables : «Dédié à Erik Satie, père, camarade, communiste». L’opéra-ballet exécuté entre le deuxième et le troisième actes a également été inspiré de la «musique d'ameublement» de Satie. Comme l’annonce un chanteur, les spectateurs peuvent «se promener et manger de la viande», tandis qu’un spectacle vériste se développe sur scène, dédié aux rapports entre les amants, Pauline et Raphaël. À chaque fois que les passions sont surchauffées, suit une danse rocaille impassiblement calme : menuetto, passe-pied, bourrée. Cela continue jusqu’à la mort du héros et de l’auteur. Selon Balzac ils meurent de la toux, ce qui est très scénique. »
Travaillant sur le livret, Youri Khanon remarqua particulièrement à quel point « hâtivement et négligemment ce roman a été écrit ». Partout dans le texte on sent combien Balzac était pressé pour achever à temps. Sous la poussée des créanciers, il déploya une activité tellement intense qu’il finit par sombrer dans un état de fatigue nerveuse. Le roman a gardé des empreintes de cette fatigue nerveuse, de l’activité intense et de la poussée des créanciers, ce qui lui donne une sorte de tension vaine. En regardant Balzac, l’auteur décida que le ballet L’Os de chagrin devait être la fête de la réduction de la vie. Dès que le rideau se lève, une ligne de Destinée (ligne de Sterne) apparait, énorme et ossifiée.
Compositeur et auteur du scénario, Youri Khanon a créé un spectacle achevé qui présente un résumé, un « produit concentré » de la langue chorégraphique formelle. Son but est de montrer sur scène non seulement un ballet mais aussi « un ballet sur le ballet ». Le genre du spectacle a été défini par l’auteur comme « ballet d'arrière-garde ». C’est un renvoi au passé, tout en gardant l’odeur d’aujourd’hui.

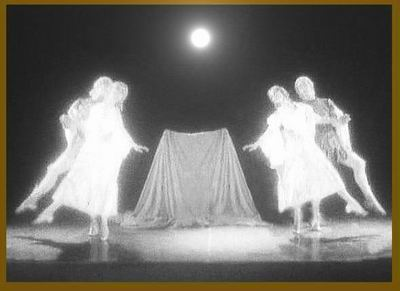
Bourrée de l’opéra-entracte «L'Os de chagrin»

— Comment est-il arrivé que la peau de chagrin ait pris la forme d’un « os » ? C’est la question qui se pose souvent. On peut répondre très facilement. Par exemple de cette façon : combien d’années sont passées depuis lors ? Tout ce qui ne se décompose pas, s'ossifie et puis se pétrifie. Dans le texte du roman le jardinier Vanière examine avec surprise un morceau de la peau de chagrin, après l’avoir trouvé dans le puits, et dit : « sec comme du bois, et point gras du tout ». Ainsi l’œuvre dans son ensemble illustre l'idée de l’ossification avec le temps de toute culture, y compris du ballet classique.
L’Os de chagrin est en quelque sorte le "reset" (le rejet) de la culture de ballet, cette dernière étant prise entre parenthèses et présentée sur scène avec celles-là. Soumis aux lois de ballet, il démontre toute une absurdité de la structure de ballet comme tel et de ses formes les plus osseuses et sclérosées... Compositeur semble se lever de la fosse d'orchestre et jeter à la face des spectateurs des os, c'est-à-dire des clichés de ballet – des grands pas, des fouettés, des variations, des adages. Pourtant il en résulte un beau ballet romantique, mise en scène deux fois : le ballet tel quel, avec son allégresse dénuée de sens et son caractère conventionnel, et celui-ci pris entre parenthèses de notre époque et de l’attitude de l’auteur. C’est une des raisons à changer le nom du roman... Il a dû y avoir d’autres raisons – solides, secs et fermes – du remplacement de la peau par « l’Os ».
L’attitude novatrice et excentrique de l’auteur eut une résonance dans le milieu d’avant-garde. Par exemple, le premier numéro de la nouvelle revue littéraire Endroit de la presse (Mesto Petchati) commençait, comme par manifeste, par un essai entitulé L’Os de chagrin, qui consistait en un fragment du livret du premier acte du ballet.